# Ekaterina Vazem
Ekaterina Óttovna Vázem (en ruso: Екатери́на О́ттовна Ва́зем; (Moscú, 25 de enero de 1848-Leningrado, 14 de diciembre de 1937) fue una Prima ballerina y maestra rusa. 

## Inicios

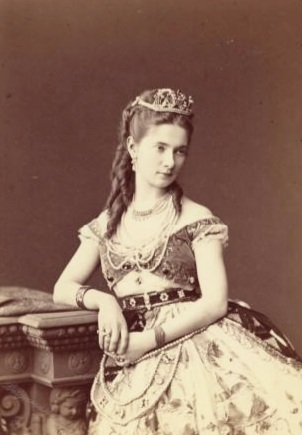
Ekaterina Vazem vestida para el papel de Nikiya en el ballet "La Bayadère"

Se mudó a San Petersburgo, donde en 1866 fue nombrada la mejor estudiante de la Escuela Imperial de Teatro (ahora Ballet Mariinsky). 
A mediados y finales del siglo XIX, el ballet ruso estuvo dominado por artistas extranjeros, aunque desde fines de la década de 1860 hasta principios de la década de 1880 la administración del teatro alentó la promoción del talento nativo. 
Vázem ascendió en las filas del Ballet Imperial hasta convertirse en una de las bailarinas más célebres de la compañía. Se hizo famosa por bailar el papel de Nikiya en 1877 en el ballet de Marius Petipa, La bayadera. Para el estreno de La Bayadère se agotaron las entradas. Al final de la presentación, el público aplaudió durante más de media hora.

## Sus estudiantes
Entre sus estudiantes: Anna Pávlova, Olga Preobrazhénskaya, Agrippina Vagánova, Mathilde Kschessinska, Vera Trefílova, Olga Spesívtseva, Elizaveta Gerdt, Elza Vill, Borís Shavrov, Konstantín Serguéiev, etc.

## Referencias

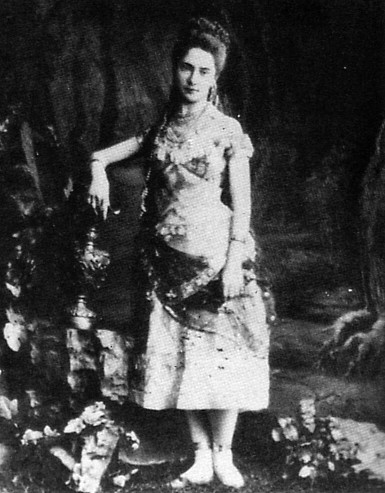
Ekaterina Vázem en el papel de Nikiya. 1877